# Americano (koktejl)
Americano je koktejl složený z likéru Campari, sladkého vermutu a v případě perlivé verze ještě sodovky. Drink se podává ozdobený plátkem citronu a patří mezi oficiální koktejly IBA.

## Historie
Koktejl byl poprvé podáván v 60. letech 19. století v Milánském Caffè Campari, slavném baru Gaspara Campariho, tvůrce likéru Campari. Koktejl se vyvinul z drinku Milano-Torino, který se skládal z Campari, hořkého likéru z Milána a Punt e Mes – turínského vermutu, postrádal však sodovku.

## V kultuře
Americano je první nápoj, který si James Bond objednal v prvním románu Iana Fleminga, ve kterém se tato postava objevuje – Casino Royale. V díle Srdečné pozdravy z Ruska pak pije Bond Americano během letu z Říma do Istanbulu. V povídce Vyhlídka na vraždu si pak James Bond vybírá americano jako vhodný nápoj do kavárny. Bond vždy koktejl doplňuje sodovkou Perrier, protože podle jeho názoru je drahá sodovka nejlevnějším způsobem, jak zlepšit špatný drink.
Ve filmu Cizinec si Elise a Fred před svou luxusní večeří v benátské restauraci dali americano (nebo dvě) a po večeři pokračovali v pití ve svém hotelovém pokoji.
V Talentovaném panu Ripleyovi pijí Tom a Dickie americano na Via Veneto v Římě.